# アピア 八千代デパート
アピア 八千代デパート（アピア やちよデパート）は、千葉県八千代市八千代台北の八千代台駅西口にある、商業ビルである。

## 概要
- ビルは8階建てである。八千代台駅とは7・8メートルの連絡橋で直結しており、雨天でも濡れずに来店できる。
- 昔の八千代デパートのロゴ及びマークは、八千代市市民会館大ホールの緞帳に入っていた。2013年（平成25年）4月の市民会館リニューアルにより新しい緞帳に変更されたため、現在は使用されていない。

## 歴史
- 1957年（昭和32年）には存在（当時コンクリート2階建て）。
- 1960年代、コンクリート2階建ての新しい建物となる。
- 1974年（昭和49年）、現在の8階建てビルに建て替えられた。

## フロア
| 8F  | 収納PIT（個人向け倉庫）                          |
| 7F  | エース＜アクシスコア＞八千代台（スポーツクラブ） |
| 6F  | エース＜アクシスコア＞八千代台（スポーツクラブ） |
| 5F  | キャンドゥ（100円ショップ）                      |
| 4F  | ひまわり歯科                                     |
| 3F  | 未使用                                           |
| M3F | 八千代台駅連絡口                                 |
| 2F  | パチンコ店                                       |
| 1F  | パチンコ店／宝くじ売り場                         |
| B1F | ワイズマート八千代台アピア店                     |
| B2F | 事務所                                           |